# Donaubeschaving
De Donaubeschaving, Donaucultuur of het Oude Europa is een term die door de taalkundige Harald Haarmann gebruikt werd om een netwerk van opvallend intensieve beschavingsactiviteiten in de kopertijd (ongeveer 5000 tot 3500 v.Chr.) van het Balkanschiereiland te benoemen. Zijn daarmee samenhangende hypothese van een pre-Indo-Europese  geavanceerde cultuur en stellingen over het schrift en de sociale structuur worden doorgaans niet erkend door archeologen.
De overvloed aan archeologische sites en vondsten in de regio is onmiskenbaar. De dateringen konden aan het begin van de 21e eeuw worden verfijnd en verzekerd, en het materiaal werd geleidelijk bekend bij een groter publiek. De interpretaties zijn echter moeilijk en controversieel. 
Haarmann beschouwde de Donaubeschaving als de vroegste geavanceerde cultuur in Europa en de voorloper van de Minoïsche en Myceense culturen. Onder deze term vatte hij verschillende verwante archeologische culturen samen, die allemaal afstamden van de neolithische Sesklocultuur in Griekenland en Starčevo-Köröscultuur in Servië en Roemenië. Haarmann beschreef deze als culturele provincies, zoals Vinča (ca. 5500 - 3000 v.Chr.), Karanovo (6200 - 3000 v.Chr.), Cucuteni (5050 - 3500 v.Chr.), Tisza en Lengyel (5400 - 3700 v.Chr.). Hun verspreiding strekte zich uit van Slowakije via Servië en Bosnië tot wat nu Oekraïne is.

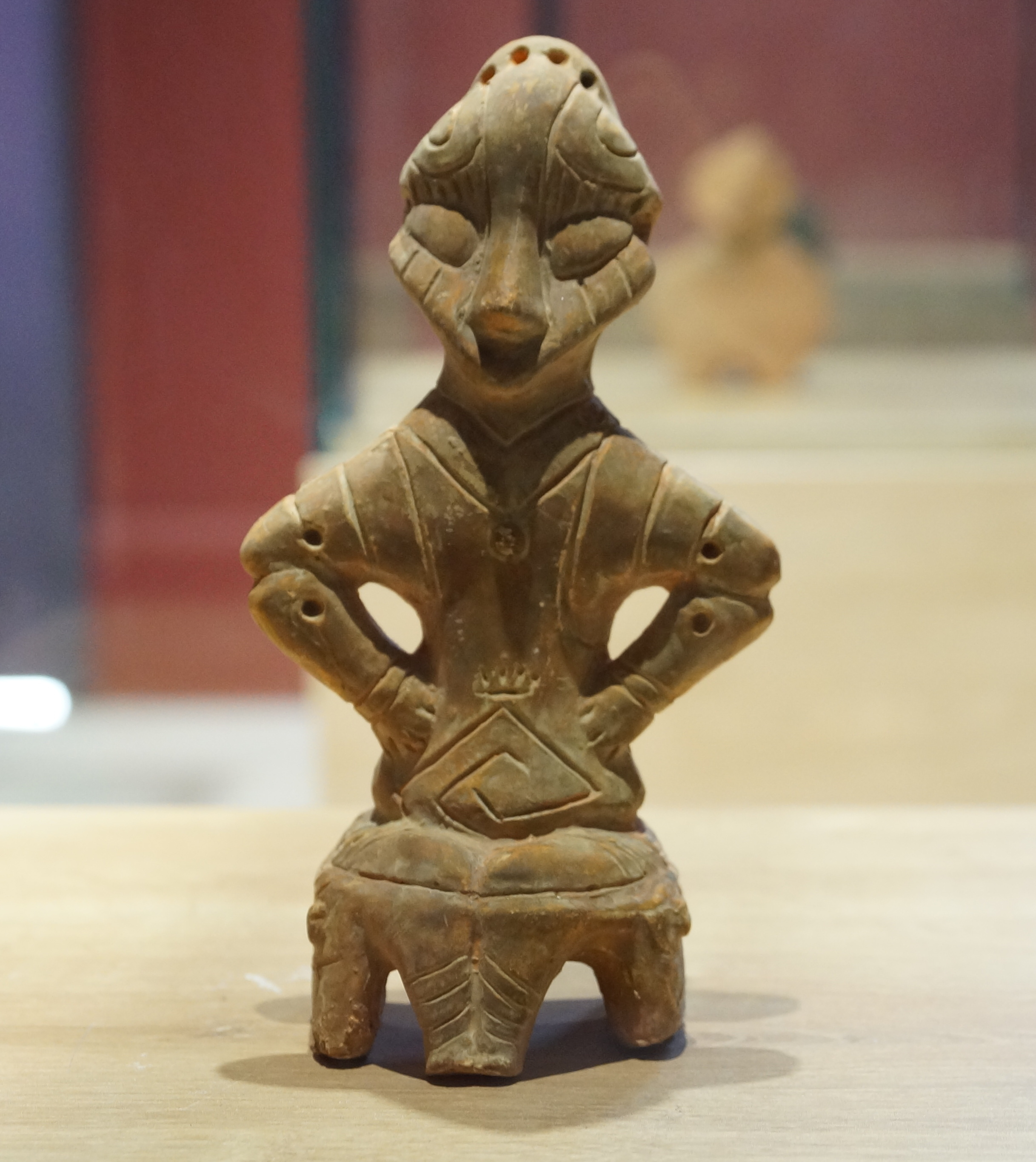
Godin op de troon (Vinčacultuur)

## Culturele prestaties
Volgens Haarmann verrichtten de vertegenwoordigers van de Donaubeschaving grote culturele prestaties en deden ze baanbrekende uitvindingen, waarvan sommige traditioneel aan de Sumeriërs werden toegeschreven, zoals de eerste grote nederzettingen, die aanzienlijk groter waren dan de steden van Mesopotamië in de vroege bronstijd. Hij wees ook op de eerste permanent bewoonde plaatsen van de Donaubeschaving, de eerste eengezinswoningen met een vloeroppervlak van meer dan 100 m², de eerste rijtjeshuizen met twee verdiepingen, het eerste pottenbakkerswiel (voorloper van de pottenbakkersschijf), het eerste rolzegel, de eerste keramische ovens met geregelde en gecontroleerde baktemperaturen, het eerste metaalgieten van koper, de eerste gouden artefacten, het eerste cijfer- en schrijfsysteem ("Donauschrift"), de eerste productie van wijn en olijfolie en de eerste teelt van kersen, erwten en peterselie.

## Taal
Door het ontbreken van schriftelijke bronnen is het niet bekend welke taal de mensen die de Donaubeschaving spraken. Of de Vinča-tekens een schrift zijn of slechts symbolen of decoratieve versieringen, is nog steeds onduidelijk en controversieel. 
Er werd gesuggereerd dat de talen van de Donaubeschaving mogelijk leken op een pre-Grieks idioom dat werd toegeschreven aan de legendarische Pelasgen. Taalkundigen hebben in het Grieks een pre-Indo-Europees substraat ontdekt dat hierop zou kunnen duiden. Dit zijn vooral namen voor de fauna en flora van de Egeïsche Zee, maar ook elementen van de technische nomenclatuur op het gebied van landbouw, constructie, ambachten en woorden uit het religieuze en cultische gebied. Haarmann ging ervan uit dat ruim een derde van de Oudgriekse woordenschat afkomstig was uit niet-Indo-Europese talen. 

## Economie

### Handel
Aangenomen wordt dat de handel van de Donaubeschaving een vorm van ruilhandel was. De belangrijkste handelsroutes waren de rivieren, vooral de Donau, en de kusten van de Zwarte Zee. Belangrijke handelsgoederen waren obsidiaan, spondylusschelpen, zout en metalen, vooral koper. Kleibeeldjes (compleet of gebroken) werden gebruikt als rituele geschenken in het kader van de handel.

### Ambachten
Het weven en de textielproductie vonden plaats met behulp van een verticaal georiënteerd weefgetouw met weefgewichten. De op deze manier gemaakte kleding werd gedrapeerd gedragen. Lange gedrapeerde rokken waren populair onder vrouwen. Aardewerk werd gemaakt met behulp van een pottenbakkersschijf en een oven. 

#### Metallurgie
In 2007 werd in Pločnik een koperwerkplaats met een oven en koperen gereedschappen voorlopig gedateerd op 5500 v.Chr. Indien correct, zou dit betekenen dat de kopertijd in Europa 500 jaar of eerder zou kunnen zijn begonnen dan eerder werd gedacht. In een onderzoek dat in december 2013 werd gepubliceerd, werd melding gemaakt van de ontdekking in Pločnik van een tinbronzen folie daterend uit c. 4650 v.Chr. Dit was het oudste tinbrons dat tot dan toe ter wereld is gevonden.
Vanaf 4500 v.Chr. werd ook goud bewerkt. 

#### Nederzettingen
De nederzettingen van de Donaubeschaving varieerden van dorpen tot stadachtige nederzettingen. Hun constructie was gevarieerd en volgde geen vooraf bepaald patroon. Nederzettingen konden op vlakke grond of op nederzettingsheuvels worden gebouwd, of zelfs op beide.

#### Woningen
De huizen van de Donaubeschaving werden op verschillende manieren gebouwd, bijvoorbeeld met houten pilaren en tot zes meter lange muren van met leem bepleisterd vlechtwerk of met een stenen fundering en leemstenen muren. De haard was het centrum van het huis, zowel heilig als seculier. Er waren ook gebouwen van twee verdiepingen en rijtjeshuizen. De tweede verdieping was van buitenaf bereikbaar via een ladder die naar een balkon reikte. Er waren ronde ramen en zadeldaken.

## Sociale organisatie
Zeer controversieel is de veronderstelde samenleving van de Donaubeschaving. Volgens Haarmann was het geen hiërarchisch georganiseerde staat, maar een egalitaire samenleving, zonder onderscheid tussen rijk en arm of machtssymbolen. De samenleving zou matriarchaal zijn geweest, met gelijke rechten voor mannen en vrouwen, ondersteund door een netwerk van relaties. Vrouwen zouden daarbij een centrale rol gespeeld hebben (matrilokaliteit). De families omvatten grootouders, ouders en kinderen. Het hoofd van een gezin was, althans in de Lengyelcultuur, altijd een vrouw.
Nadat een matrilineaire clan was uitgestorven, werd hun huis afgebrand. Voor het overige was er volgens Haarmann tijdens de hoogtijdagen van de Donaubeschaving uitsluitend sprake van vrede. Hiërarchisering en patriarchalisering vonden pas plaats toen in het 4e millennium v.Chr. de Indo-Europese steppevolkeren het gebied van de Donaubeschaving vanuit het oosten binnenvielen. 

## Religie

### Goden

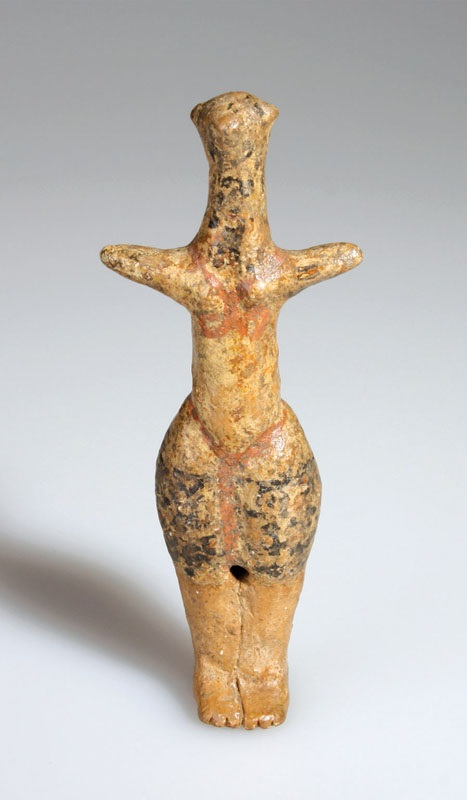
Venus van Falkenstein (Lengyelcultuur)

Het is mogelijk enkele, voornamelijk vrouwelijke, goden van de Donaubeschaving te identificeren. Er was een godin met een vogelkop waarvan wordt aangenomen dat deze de schenker van het leven en de godin van het lot is geweest. De slangengodin stond voor het behoud en de vernieuwing van het leven. Een zwangere godin was een vruchtbaarheidsgodin, terwijl een barende godin nieuw leven schonk en een kindbeschermer (afgebeeld als mens of beer met kind/welp) de nakomelingen beschermde. Een jonge godin met opgeheven armen beschermde de jonge natuur in de lente, terwijl een meer volwassen godin met een uitstekende buik de vruchtbaarheid van de aarde beschermde. Een rechtopstaande godin was de beschermer van het haardvuur en het gezin, maar waarschijnlijk ook de godin van het graan en andere gewassen en de beschermer van de kunst van het brood bakken. De "grote godin" werd vergezeld door dieren die de vruchtbaarheid en het leven symboliseerden, zoals de stier, de slang en de vlinder (welke later in gestileerde vorm de dubbele bijl van de Minoërs zu worden). Er zouden ook enkele mannelijke goden hebben bestaan.

### Rites
De Donaubeschaving kende heiligdommen en tempels, maar deze volgden geen specifiek ontwerp. Het heilige der heiligen was vaak overdekt, had een binnenplaats en was meestal omgeven door een muur. Tempels van twee verdiepingen waren ook mogelijk. Er bestonden miniatuuraltaren, vaak als driepotige offertafels voor plengoffers, maar ook antropomorfe altaren of monumentale altaren kwamen voor. De  veel voorkomende klei-idolen hielden ook verband met religie. Cultussen konden zowel vruchtbaarheid als water betreffen. Mogelijk waren er processies waarbij maskers van groot belang waren, wat kleimodellen van maskers aangeven. Op het aardewerk van de Donaubeschaving zijn afbeeldingen van muziek en dans te vinden, waarschijnlijk  ook in religieuze context.

## Begrafenissen
De doden van de Donaubeschaving werden op enige afstand van, vlakbij of zelfs in de huizen begraven. Er waren lichaams- en crematiebegrafenissen, individuele graven en familie/clangraven. Baby's werden begraven in eivormige vaten. De crematiegraven vonden plaats in hoogwaardige aardewerken urnen. De doden werden waarschijnlijk tweemaal begraven, zoals blijkt uit de onvolledigheid van sommige skeletten. Dodenmaskers waren ook bekend.

## Ontvangst en kritiek
Haarmans stellingen over de Donaubeschaving vonden in wetenschappelijke kringen weinig erkenning, vooral niet als het gaat om het schrift, de sociale structuur en de vermeende algemene context. De wetenschappelijke recensies van zijn boek bekritiseerden zijn eenzijdige interpretatie, het voorwenden van betrouwbare bronnen, het overdreven positieve beeld van de Donaubeschaving, de classificatie als de zogenaamd "oudste geavanceerde cultuur in Europa", foute vooraannamen voor zijn conclusies over de geschiedenis van de nederzettingen, ongefundeerde beweringen over het zogenaamd wijdverbreide matriarchaat, onjuist gepostuleerd vroeg schrift ("Donauschrift"), en verklaringen die de archeologische gegevens vaak negeerden.  
Van een Donaubeschaving in de zin van Haarmanns totaalbeeld wordt meestal niet uitgegaan, maar met een enigszins andere en meer algemene betekenis wordt soms de term Oud Europa gebruikt. In de betreffende periode waren er in deze regio onderling verbonden gemeenschappen, maar er bestond geen politiek verenigde geavanceerde cultuur. 